# Himiltrude
Himiltrude (c. 742 - c. 770) foi a mãe do primeiro filho de Carlos Magno, Pepino, o Corcunda.

## Biografia
Pouco se sabe sobre as origens de Himiltrude. O monge Paulo, o Diácono a chama de "garota nobre". A aparência de seu nome em livros de fraternidade de mosteiros alemães sugerem uma afiliação à nobreza alemã ou alsácia, enquanto outras fontes sugerem que ela foi filha de um conde burgúndio e uma neta de Grimbert, conde de Paris. Não é possível, no entanto, exceder qualquer ligação política do relacionamento de Carlos Magno com Himiltrude. Himiltrude provavelmente começou um relacionamento com Carlos Magno durante a vida de seu pai, Pepino, o Breve. 
Quando Carlos Magno ascendeu ao trono em 768, Himiltrude permaneceu desconhecida pelas fontes oficiais – ao contrário do exemplo dado pela mãe do rei, Berta de Laon. Himiltrude deu a Carlos uma filha chamada Amaudru, que mais tarde iria se casar com um conde de Paris, e no fim de 769 um filho chamado Pepino.
Pouco depois do nascimento de Pepino, uma aliança foi formulada entre Magno e o rei dos lombardos, Desidério: para selar a aliança, foi combinado que Carlos Magno deveria se casar com a filha de Desidério, Desiderata. 
Himiltrude foi descartada e desapareceu dos registros históricos. Um túmulo escavado no monastério de Nivelles foi encontrado com o corpo de uma mulher de quarenta anos, possivelmente Himiltrude. No caso, ela deveria ter morrido pouco depois de 770, apesar de que não sabe se e quando ela se retirou ao mosteiro.
Seu filho Pepino, que sofria de uma deformidade na espinha, e era chamado de "o corcunda", foi eclipsado pelos filhos de Carlos Magno após o casamento com Hildegarda de Vinzgouw. Depois de uma rebelião contra seu pai, ele foi confinado em um monastério.

## Status Marital
A natureza do relacionamento de Carlos Magno com Himiltrude é objeto de disputa. O biógrafo do rei, Eginhardo, a chama de concubina e Paulo, o Diácono fala do nascimento de Pepino "antes de um casamento legal". Já uma carta do Papa Estêvão III refere-se à Carlos Magno e Carlomano I como sendo casados (com Himiltrude e Gerberge de Lombardia) e os aconselha a não dispensar suas esposas. 
Historiadores têm interpretado a informação de formas diferentes. Alguns, tais como Pierre Riché, concordam com Eginhardo na descrição de Himiltrude como concubina. Outros, como Dieter Hägemann, consideram Himiltrude uma esposa "no pleno sentido da palavra". 
Alguns ainda se referem ao relacionamento como "algo além da concubinagem, menor que casamento" e o descrevem como um modo de casamento conhecido como Friedelehe, uma forma de casamento não-reconhecida pela Igreja e de fácil dissolução. Russell Chamberlin, em instância, o comparou com o sistema inglês de lei-comum. Essa forma de relacionamento é frequentemente visto como em conflito entre o casamento cristão e os mais flexíveis conceitos germânicos.